# Glasbeniki (Caravaggio)
Glasbeniki ali Koncert mladih (ok. 1595) je slika italijanskega baročnega mojstra Michelangela Merisija da Caravaggia (1571–1610). Hranijo jo v Metropolitanskem muzeju umetnosti v New Yorku, kjer je od leta 1952. Obsežna restavracija je bila opravljena leta 1983.
Caravaggio je vstopil v gospodinjstvo kardinala Francesca Maria Del Monteja leta 1595 in Glasbeniki naj bi bili njegova prva slika, ki je bila izrecno narejena za kardinala. Njegov biograf, slikar Baglione, pravi, da je »slikal za kardinala mladeniče, ki igrajo glasbo, zelo dobro izvlečeno iz narave, in tudi mladeniča, ki igra lutnjo«, slednji naj bi bil tudi na sliki Igralec lutnje, ki je videti kot spremljevalna slika Glasbenikom.
Na sliki so štirje fantje v kvazi klasični noši, trije, ki igrajo na različna glasbila ali pojejo, četrti pa je oblečen v Kupida in sega proti grozdu. Slika je alegorija, ki povezuje glasbo z vzdrževanjem ljubezni na enak način, kot je hrana potrebna za preživetje.
Zdi se, da je Caravaggio sestavil sliko iz študij dveh figur. Osrednja figura z lutnjo je bila identificirana s Caravaggiovim spremljevalcem Mariom Minnitijem, posameznik ob njem in obrnjen proti gledalcu pa je verjetno avtoportret umetnika. Kupid zelo spominja na dečka iz slike Deček lupi sadje, narejena nekaj let prej in tudi na angela na sliki Sveti Frančišek Asiški v ekstazi.
Rokopisi kažejo, da fantje vadijo madrigale, ki praznujejo ljubezen, oči lutenista, glavne figure, pa so vlažne od solz - pesmi verjetno bolj opisujejo žalost ljubezni kot njene užitke. Violina v ospredju je verjetno peti udeleženec, ki gledalca implicitno vključuje v sliko.
Prizori, ki so prikazovali glasbenike, so bili takrat priljubljena tema - Cerkev je podpirala oživitev glasbe in preizkušali so nove sloge in oblike, zlasti izobraženi in napredni prelati, kot je Del Monte. Ta prizor pa je očitno posvetne in ne verske narave in se navezuje na že dolgo uveljavljeno tradicijo 'koncertnih' slik, žanra, ki izvira iz Benetk in je bil v zgodnejši obliki ponazorjen s Tiziano sliko Pastoralni koncert.
To je bila doslej najambicioznejša in najbolj zapletena kompozicija Caravaggia in umetnik je očitno imel težave s poslikavo štirih figur ločeno - niso povezane med seboj ali s slikovnim prostorom, celoten učinek pa je nekoliko neroden. Slika je v slabem stanju, note v rokopisu pa so bile močno poškodovane zaradi preteklih restavracij, čeprav je mogoče razbrati tenor in alt del. Kljub precejšnji izgubi barve ostaja izvirnost dela neizmerna.